# هدبنگرز بال
هدبنگرز بال (به انگلیسی: Headbangers Ball) یک برنامهٔ تلویزیونی موسیقی است که شامل موزیک ویدیوهای هوی متال است که از شبکهٔ ام‌تی‌وی و شرکت‌های وابستهٔ جهانی آن پخش می‌شود. این برنامه که در ۱۸ آوریل ۱۹۸۷ از شبکهٔ ام‌تی‌وی آغاز شد، در آن موزیک ویدیوهای هوی متال از هنرمندان مشهور و گمنام‌تر پخش می‌شد. این برنامه (و به همین دلیل مشهور شد) تضاد کاملی با ۴۰ موزیک ویدیوی برتر نمایش داده شده در طول روز داشت.
با این حال، با ظهور جریان اصلی موسیقی آلترناتیو راک، گرانج، پاپ پانک و رپ در دههٔ ۱۹۹۰، اهمیت برنامهٔ هدبنگرز بال زیر سؤال رفت و این برنامه در نهایت در سال ۱۹۹۵ لغو شد. بیش از هشت سال بعد، همزمان با اینکه ژانرهای جدید هوی متال جای پای تجاری پیدا می‌کردند و علاقهٔ طرفداران اجتناب‌ناپذیر می‌شد، این برنامه دوباره در ام‌تی‌وی۲ معرفی شد. این برنامه به درجات مختلف در وب‌سایت شبکه باقی مانده بود، اما تا اوایل دههٔ ۲۰۲۰، دیگر در تلویزیون نمایش داده نشد. یک برنامهٔ مشابه با عنوان «دِ بال» و با اجرای ریکی راچتمن، مجری سابق برنامهٔ «هدبنگرز بال»، در مارس ۲۰۲۱ آغاز به کار کرد.
بسیاری از ویدیوهایی که در اولین نسخه از این مجموعه پخش شدند، در برنامهٔ متال میهم با تم مشابه در کانال خواهرخوانده، ام‌تی‌وی کلاسیک، جایگاهی پیدا کردند.

## ترانه‌شناسی
محصولات با برچسب هدبنگرز بال، شامل یک کتاب تبلچر گیتار و سه مجموعهٔ سی‌دی شامل آثار هنرمندانی مانند: هیت‌برید، اپث، دویل‌درایور، گاد فوربید، کایمیرا، Dirge Within، سونداست، لاکونا کویل، Atreyu، ماشروم‌هد، شدوز فال، چیلدرن آو بادم، لمب آو گاد، A Life Once Lost، کریدل آو فیلث، دفتونز و گادسمک نیز فروخته شده‌اند.
هر آلبوم حداقل یک آهنگ اجرای زنده دارد. اولین مجموعهٔ هدبنگرز بال شامل آهنگ «باران خون» از آلبوم سلطنت در خون گروه اسلیر به عنوان آهنگ زنده بود، مجموعهٔ دوم از اجرای استودیویی آهنگ «روح شکنجه‌شدهٔ من» از گروه Probot استفاده کرد، و آخرین مجموعه شامل دو آهنگ زنده بود: «خداحافظی» از گروه کیل‌سوئیچ انگیج و «حالا چیزی داری که برایش بمیری» از گروه لمب آو گاد. اولین سی‌دی منتشر شده شامل گروه‌های مشهور و سی‌دی دوم شامل گروه‌های گمنام است. آهنگ‌هایی که اعضای گروه اسلیپ‌نات، کوری تیلور و جوی جوردیسون در آن‌ها حضور داشتند، از طریق گروه‌های دیگرشان در هر سه سی‌دی منتشر شدند. گروه‌های دیگری که در هر سه آلبوم حضور داشته‌اند عبارتند از: کیل‌سوئیچ انگیج، لمب آو گاد و این فلیمز.
- هدبنگرز بال ام‌تی‌وی۲ (۲۰۰۳) MTV2 Headbangers Ball
- هدبنگرز بال ام‌تی‌وی۲: جلد ۲ (۲۰۰۴) MTV2 Headbangers Ball Volume 2
- هدبنگرز بال ام‌تی‌وی۲: انتقام (۲۰۰۶) MTV2 Headbangers Ball: The Revenge